# Ezequiel Demonty
Ezequiel Demonty (Buenos Aires, 1983 - Buenos Aires, 14 de septiembre de 2002) fue un joven argentino asesinado por agentes de la Policía Federal Argentina durante la noche del 14 de septiembre de 2002. Fue obligado por los agentes a lanzarse al Riachuelo desde la orilla cercana al Puente Alsina y a nadar hasta el otro lado del río bajo amenaza de muerte. Todo esto por ser acusados de un robo que no cometieron. Murió ahogado por no saber nadar y su cuerpo sin vida fue encontrado una semana después, el 21 de septiembre. Nueve agentes de la Policía Federal fueron condenados por este caso de violencia institucional. En 2015 se oficializó el cambio de denominación del Puente Alsina, aprobado por el Congreso de la Nación el año anterior, que pasó a llevar el nombre de Puente Ezequiel Demonty.

## Caso de violencia institucional
La madrugada del 14 de septiembre de 2002 Ezequiel Demonty salió del establecimiento bailable Panambí en el barrio de Constitución junto a dos amigos, Julio Ismael Paz y Claudio Maciel, para buscar un remís que los llevara de regreso a su casa. Los amigos fueron interceptados por un grupo de nueve agentes de la Policía Federal que los golpearon y los subieron a tres patrulleros diferentes para llevarlos a la orilla del Riachuelo frente a Puente Alsina. En el lugar los jóvenes fueron agredidos y torturados por los efectivos quienes los obligaron a meterse al agua incluso a pesar de que Demonty les había dicho que no sabía nadar.
Una vez dentro del agua fueron obligados a cruzar hasta la otra orilla bajo amenaza de muerte. Paz y Maciel lograron cruzar el río y alcanzar la orilla, pero Demonty terminó ahogándose. Su cuerpo sin vida fue encontrado flotando una semana después, el 21 de septiembre, cerca de 3 kilómetros del lugar de los hechos.
En 2004 fueron condenados a prisión perpetua el subinspector Gastón Somohano, el inspector Gabriel Alejandro Barrionuevo y el cabo Alfredo Ricardo Fornasari por los delitos de tortura seguida de muerte, privación abusiva de la libertad y torturas reiteradas. Además, otros seis acusados, Luis Funes, Luis Gutiérrez, José Luis Martínez, Sandro Granado, Jorge Solís y Maximiliano Pata, recibieron penas de entre 3 y 5 años por la omisión de evitar que se cometan estos crímenes.

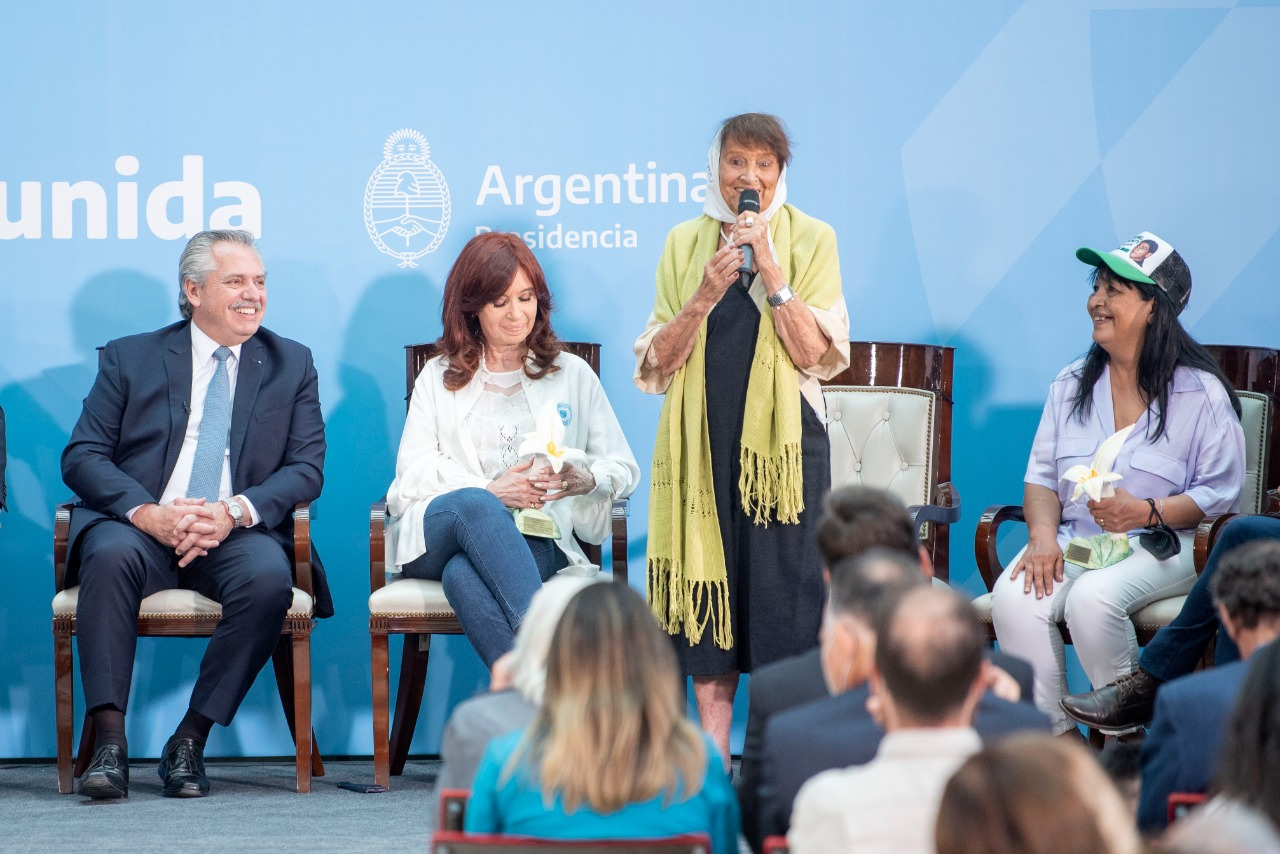
Dolores Sigampa (derecha) junto a Taty Almeida, Cristina Fernández de Kirchner y Alberto Fernández durante la entrega de los Premios Azucena Villaflor 2021.

Dolores Sigampa, madre de Ezequiel, ha luchado desde entonces contra la violencia institucional como integrante de la organización “Madres en Lucha contra la Violencia Institucional”. Recibió el premio Azucena Villaflor por su compromiso con los Derechos Humanos en 2021.

## Homenaje
En 2014, por iniciativa de alumnos de la escuela a la que concurría Demonty y el impulso del diputado Leonardo Grosso (FpV), se sancionó en el Congreso de la Nación la Ley n,º 27 050 que oficializó el cambio de nombre del antiguo Puente Alsina a Puente Ezequiel Demonty. La ley entró en vigencia en enero de 2015.